# KHD Humboldt Wedag International
Die KHD Humboldt Wedag International AG (kurz KHD) ist eine deutsche Beteiligungsgesellschaft mit Sitz in Köln. Das Kerngeschäft ist der Erwerb und die Veräußerung von Beteiligungen an Kapital- und Personengesellschaften, insbesondere Immobilien- und Industriebeteiligungen, sowie die Verwaltung der eigenen Beteiligungen. Mit ihren Tochtergesellschaften in Europa, Amerika, Asien und Australien zählt KHD zu den weltweit tätigen Anbietern von Ausrüstung und Dienstleistungen für Zementproduzenten. Die Aktie der Gesellschaft wird im General Standard gehandelt und ist im CDAX enthalten.

## Geschichte
Das Unternehmen wurde am 12. Dezember 2001 durch Neueintragung in das Handelsregister als MFC Industrial Holdings AG mit Sitz in Köln gegründet. Zuvor wurden in den Börsenmantel der Maschinenfabrik Fahr (FAHR Beteiligungen AG) die operativen Geschäfte der ehemaligen Westfalia Dinnendahl Gröppel AG (WEDAG) und der ehemaligen Maschinenbauanstalt Humboldt eingebracht, welche unter der heutigen Deutz AG als Klöckner-Humboldt-Deutz (KHD) im Jahr 1972 fusioniert wurden. Operativ machte das Geschäft mit der Errichtung von Zementwerken bis zur Jahrtausendwende hauptsächlich Verluste und KHD Schlagzeilen wegen Bilanzbetrugs. Im November 2006 erfolgte die Umbenennung in KHD Humboldt Wedag International (Deutschland) AG und im März 2010 zur KHD Humboldt Wedag International AG.
Mehrheitsaktionär ist die chinesische AVIC International.

## Beteiligungen
Die ebenfalls börsennotierte Tochtergesellschaft, KHD Humboldt Wedag Vermögensverwaltungs-AG (KHD VV, ISIN DE000A1X3WW8; vormals: KHD Humboldt Wedag Industrial Services AG), nimmt seit Mai 2017 keine operativen Verwaltungsaufgaben mehr für die KHD wahr. Sie konzentriert sich seither allein auf die Verwaltung des eigenen Vermögens und wird in Personalunion vom Vorstand der Muttergesellschaft geführt. Das Unternehmen schüttete im April 2019 seine gesamten liquiden Mittel als Dividende aus. Die Ausschüttung von 23 Euro je Aktie entsprach einer Dividendenrendite von 92 %. Seither ist die KHD VV ein leerer Börsenmantel.